# Borosia aegyptiaca
Borosia aegyptiaca är en fjärilsart som beskrevs av László Anthony Gozmány 1959. Borosia aegyptiaca ingår i släktet Borosia och familjen mott. Inga underarter finns listade i Catalogue of Life.